# Felipa Huanca
Felipa Huanca Llupanqui (Pacharía, Bolivia; 11 de abril de 1966) es una socióloga, dirigente sindical y política boliviana que ocupó el cargo diplomático de cónsul de Bolivia en la ciudad de Puno, Perú desde el 22 de febrero de 2021 hasta el 12 de abril de 2023 durante el gobierno del presidente Luis Arce Catacora. Asimismo, Huanca fue también candidata a la Gobernación del Departamento de La Paz en las elecciones subnacionales de 2015, pero salió en segundo lugar al ser derrotada por el sociólogo paceño Félix Patzi Paco.

## Biografía
Felipa Huanca nació el 11 de abril de 1966 en la pequeña comunidad aimara de Pacharía, perteneciente al municipio de Ancoraimes, ubicado en la provincia de Omasuyos del departamento de La Paz. Felipa Huanca creció en una familia compuesta por 13 hijos. 
Comenzó sus estudios escolares en 1972. Pero cabe mencionar que la madre de Felipa Huanca fallecería al año siguiente en 1973 cuando ella todavía tenía apenas 7 años de edad. Esto conllevó a que Felipa Huanca tuviera que empezar a trabajar desde muy niña, ayudando a su padre en las laborales rurales. Debido a la dureza del trabajó rural, Felipa solamente logró estudiar hasta el cuarto de primaria (1975).
En 1983, fallece también su padre. Felipa continuo con sus estudios secundarios ayudada por el padre Julio Rojas (cura de la localidad) quien también la impulsó a seguir las misiones de Jesucristo. Debido a esto Felipa ingresó al ámbito de socializar la palabra de Dios con los campesinos del lugar. Tiempo después, Felipa saldría  bachiller del Sistema de Autoeducación de Adultos.  
En 1988, ya a sus 22 años de edad, Felipa viaja y conoce por primera vez la ciudad de La Paz, debido a una actividad cristiana dirigidas por monjas (hermanas vicentinas) en la parroquia Virgen Milagrosa. Años después, Felipa incursionaría en la realización de tejidos y confección. 
El año 2011, ingresó a estudiar la carrera de sociología en la Universidad Mayor de San Andrés (UMSA), graduándose como socióloga de profesión el año 2020. 
Fue durante 8 años la ejecutiva de la Federación de Mujeres Campesinas Bartolina Sisa de La Paz.

### Fondo Indígena
En marzo de 2014, Rafael Quispe denunció a Felipa Huanca de haber estado involucrada en el millonario 
desfalco del Fondo Indígena de Nemecia Achacollo. Por su parte, Felipa Huanca inició un proceso penal por acoso político contra el diputado suplente Rafael Quispe. La justicia ordenó la aprehensión de Rafael Quispe por el acoso político de Felipa Huanca el 3 de marzo de 2021.

### Elecciones Subnacionales de 2015
En las Elecciones subnacionales, Felipa Huanca participó como candidata al cargo de gobernador del departamento de La Paz en representación del Movimiento al Socialismo (MAS-IPSP). Los resultados demostraron que Felipa Huanca salió en segundo lugar al haber obtenido el apoyo de 412 385 votos a nivel departamental (30,68 % de la votación total). En cambio, su principal opositor Félix Patzi Paco había obtenido el apoyo de 673 244 votos (el 50,09 % de la votación) convirtiéndose de esta manera en gobernador.
Después de haber perdido en las elecciones subnacionales, Felipa Huanca siempre culpó de su derrota al entonces diputado suplente Rafael Quispe por haberla desprestigiado y desacreditado frente a la opinión pública de todo el país, en especial frente a la población paceña, durante toda la campaña electoral del año 2015.

### Cónsul de Bolivia en Puno (2021-2023)
El 17 de febrero de 2021, los diferentes medios de comunicación del país sacaron a la luz pública la noticia de que la excandidata a la gobernación de La Paz Felipa Huanca Llupanqui se encontraría ejerciendo como funcionaría pública dentro del Ministerio de Culturas, Descolonización y Despatriarcalización en la gestión de la ministra Sabina Orellana Cruz. Sin embargo no pasaría mucho tiempo cuando una semana después, el 25 de febrero de 2021, los medios de comunicación dieron a conocer ante toda la opinión pública del país que el canciller Rogelio Mayta Mayta había designado a Felipa Huanca en el alto cargo diplomático de Cónsul de Bolivia en la ciudad de Puno en Perú. Dicha medida fue duramente criticada por varios sectores de la sociedad boliviana y en especial por el exdiputado suplente Rafael Quispe, quien sumamente indignado, acusó al Gobierno de Luis Arce Catacora de dar un "premio a la corrupción política" con la alta designación diplomática de la ex dirigenta sindical Felipa Huanca.

## Historial electoral

### Elecciones Subnacionales de 2015
- Elecciones departamentales de La Paz de 2015 para Gobernador por el Departamento de La Paz para el periodo 2015-2020

|  | 50,09 % |

|  | 30,68 % |

|  | 8,07 % |

|  | 4,76 % |

|  | 3,91 % |

|  | 1,38 % |

|  | 1,11 % |